# Mead (crater)
Mead es un cráter de impacto en el planeta Venus de entre 270 y 280 km de diámetro. Lleva el nombre de Margaret Mead (1901-1978), antropologista estadounidense, y su nombre fue aprobado por la Unión Astronómica Internacional.
El cráter Mead es el cráter de impacto más grande de Venus, con un diámetro de 280 km (174 millas). El cráter tiene un anillo interior y otro exterior y una pequeña capa de eyección que rodea el anillo exterior. El cráter Mead es relativamente poco profundo (probablemente debido a la relajación viscosa y el relleno) y el suelo del cráter tiene una morfología muy similar a la llanura circundante.
Mead está clasificado como un cráter de varios anillos con su escarpa concéntrica más interna que se interpreta como el borde de la cavidad del cráter original. No se observa ningún anillo interior de picos de macizos montañosos en Mead. La presencia de eyección de cráter con montículos, brillante para el radar, que cruza la terraza del suelo oscura para el radar y la escarpa del borde exterior adyacente sugiere que la terraza del suelo es probablemente un bloque gigante rotado que es concéntrico, pero se encuentra fuera de la cavidad del cráter original. Se interpreta que el piso interior plano y algo más brillante de Mead es el resultado de un relleno considerable de la cavidad del cráter original por fusión de impacto y/o lavas volcánicas. Al sureste del borde del cráter, el emplazamiento de material eyectado en forma de montículos parece haber sido impedido por la topografía de las crestas preexistentes, lo que sugiere un modo de depósito de este material muy poco adherente al suelo.